# Dyslipidémie
 Mise en garde médicale
Une dyslipidémie est une concentration anormalement élevée ou diminuée de lipides (cholestérol, triglycérides, phospholipides ou acides gras libres) dans le sang.

## Hyperlipidémie
Les hyperlipidémies sont les dyslipidémies les plus fréquentes : hypercholestérolémie, hypertriglycéridémie. Elles se traduisent par une augmentation du taux de ces éléments. Ces lipides se trouvent toujours associés avec des protéines spécifiques pour former des lipoprotéines.
C'est un facteur de risque de maladie athéromateuse.
La prise en charge des hyperlipidémies a fait l'objet, en 2011, de la publication de recommandations par la Société européenne de cardiologie.
Dans le sens usuel (et aussi médical), on utilise souvent dyslipidémie comme synonyme d'hyperlipidémies.

## Hypolipidémie
Une hypolipidémie est une diminution des lipides du sang, elles sont beaucoup plus rares que les hyperlipidémies et consistent le plus souvent en une hypocholestérolémie.
Elle peut être causée par :
- carences alimentaires : dénutrition, anorexie, etc. ;
- troubles de l'absorption des lipides alimentaires par le tube digestif ;
- maladies génétiques rares : maladie de Hooft, maladie de Tangier, etc.